# Morti nel 1921
| Questa pagina contiene informazioni ricavate automaticamente dalle voci biografiche con l'ausilio del template Bio e di un bot. L'aggiornamento è periodico e automatico e ricostruisce completamente la pagina. Se manca una persona in questa lista, sei pregato di non aggiungerla, ma accertati piuttosto che la sua voce biografica contenga il template Bio e che i dati anagrafici siano correttamente compilati. Se il template Bio manca, inseriscilo tu stesso o, in alternativa, metti l'avviso {{tmp\|Bio}} che ne segnala la mancanza. Se i dati riportati sono sbagliati, correggi direttamente la voce biografica; le modifiche saranno visibili in questa lista entro pochi giorni. Per chiarimenti vedi il progetto biografie. La lista contiene solo le 531 persone che sono citate nell'enciclopedia e per le quali è stato implementato correttamente il template Bio. Pagina aggiornata al 10 ago 2025. |

## Gennaio(37)
- 1º gennaio - Edmund Guerrier, statunitense (n. 1840)
- 1º gennaio - Romolo Meli, ingegnere, geologo e paleontologo italiano (n. 1852)
- 1º gennaio - Theobald von Bethmann-Hollweg, politico tedesco (n. 1856)
- 2 gennaio - Franz von Defregger, pittore austriaco (n. 1835)
- 3 gennaio - Giuseppe Bellucci, etnografo, paleontologo e chimico italiano (n. 1844)
- 4 gennaio - Alfred Grünfeld, pianista e compositore austriaco (n. 1852)
- 6 gennaio - Augusto Ciuffelli, politico italiano (n. 1856)
- 6 gennaio - Lev Jakovlevič Karpov, rivoluzionario e chimico russo (n. 1879)
- 7 gennaio - Benno Erdmann, filosofo e psicologo tedesco (n. 1851)
- 7 gennaio - Fortunato Marazzi, generale, politico e scrittore italiano (n. 1851)
- 8 gennaio - Firmin Girard, pittore francese (n. 1838)
- 8 gennaio - Aldo Milano, calciatore italiano (n. 1896)
- 10 gennaio - Ray Thorne, nuotatore statunitense (n. 1887)
- 11 gennaio - Orsino Bongi, architetto italiano (n. 1875)
- 11 gennaio - Viktor Karlovič Štember, pittore russo (n. 1863)
- 12 gennaio - Gervase Elwes, tenore inglese (n. 1866)
- 16 gennaio - Giuseppe Colombo, ingegnere, imprenditore e politico italiano (n. 1836)
- 16 gennaio - Vittorio Torre, scacchista italiano
- 18 gennaio - Filippo Camassei, cardinale e patriarca cattolico italiano (n. 1848)
- 18 gennaio - Wilhelm Julius Foerster, astronomo tedesco (n. 1832)
- 18 gennaio - Adolf von Hildebrand, scultore e scrittore tedesco (n. 1847)
- 20 gennaio - Živojin Mišić, generale serbo (n. 1855)
- 20 gennaio - Mary Louisa Molesworth, scrittrice inglese (n. 1839)
- 20 gennaio - Mary Watson Whitney, astronoma statunitense (n. 1847)
- 23 gennaio - Mykola Leontovyč, compositore ucraino (n. 1877)
- 23 gennaio - Heinrich Morf, linguista e filologo svizzero (n. 1854)
- 23 gennaio - Władysław Żeleński, compositore, pianista e organista polacco (n. 1837)
- 23 gennaio - Heinrich Wilhelm Gottfried von Waldeyer-Hartz, anatomista tedesco (n. 1836)
- 24 gennaio - William Marshall, tennista e architetto britannico (n. 1849)
- 25 gennaio - Maria Bonfanti, ballerina italiana (n. 1845)
- 25 gennaio - Rodolfo Caroli, arcivescovo cattolico italiano (n. 1869)
- 25 gennaio - Aurelio Magnani, clarinettista e compositore italiano (n. 1856)
- 26 gennaio - Théophile Wahis, militare belga (n. 1844)
- 27 gennaio - Justiniano Borgoño, politico peruviano (n. 1836)
- 28 gennaio - Pavel von Benckendorff, militare tedesco (n. 1853)
- 29 gennaio - Antonio Duarte Gomes Leal, poeta portoghese (n. 1848)
- 31 gennaio - George Brettingham Sowerby III, zoologo, editore e illustratore britannico (n. 1843)

## Febbraio(44)
- 2 febbraio - Andrea Carlo Ferrari, cardinale e arcivescovo cattolico italiano (n. 1850)
- 2 febbraio - Luigi Mancinelli, direttore d'orchestra, compositore e violoncellista italiano (n. 1848)
- 2 febbraio - Diego Tajani, magistrato e politico italiano (n. 1827)
- 4 febbraio - Eugène Burnand, pittore svizzero (n. 1850)
- 4 febbraio - Carl Hauptmann, scrittore tedesco (n. 1858)
- 4 febbraio - William Hillman, progettista e imprenditore britannico (n. 1848)
- 5 febbraio - Katharine O'Shea, politica inglese (n. 1846)
- 6 febbraio - Antonio Tambosi, politico, imprenditore e mecenate italiano (n. 1853)
- 7 febbraio - Enrico Bruna, canottiere italiano (n. 1880)
- 8 febbraio - Francisco d'Andrade, baritono portoghese (n. 1859)
- 8 febbraio - Colin Archer, ingegnere navale norvegese (n. 1832)
- 8 febbraio - Max Dvořák, storico dell'arte ceco (n. 1874)
- 8 febbraio - Imam Bakhsh Khan Talpur, principe indiano (n. 1860)
- 8 febbraio - Pëtr Alekseevič Kropotkin, filosofo russo (n. 1842)
- 10 febbraio - Jules Flour, pittore francese (n. 1864)
- 10 febbraio - Moisej Ostrogorskij, politico russo (n. 1854)
- 11 febbraio - William Blake Richmond, artista, artigiano e designer britannico (n. 1842)
- 12 febbraio - Angelo Badini, calciatore argentino (n. 1894)
- 16 febbraio - Benjamin B. Warfield, teologo statunitense (n. 1851)
- 17 febbraio - William Odling, chimico inglese (n. 1829)
- 17 febbraio - Eugène Protot, politico francese (n. 1839)
- 18 febbraio - Max von Boehn, generale tedesco (n. 1850)
- 18 febbraio - Rafael Reyes, politico e generale colombiano (n. 1849)
- 18 febbraio - Giuseppe Silvestri, mandolinista e compositore italiano (n. 1841)
- 19 febbraio - Pietro Ponzo, agricoltore italiano (n. 1851)
- 20 febbraio - Nicola Terracciano, botanico e micologo italiano (n. 1837)
- 20 febbraio - Nicoline Weywadt, fotografa islandese (n. 1848)
- 21 febbraio - Richard Foster Baker, regista statunitense (n. 1857)
- 21 febbraio - George Dunlop Leslie, pittore britannico (n. 1835)
- 22 febbraio - Auguste Levêque, pittore, scultore e poeta belga (n. 1866)
- 22 febbraio - Ernesto Gunther di Schleswig-Holstein-Sonderburg-Augustenburg, nobile tedesco (n. 1863)
- 22 febbraio - Jules Verbrugge, calciatore francese (n. 1886)
- 22 febbraio - Salim I al-Mubarak Al Sabah, sovrano kuwaitiano (n. 1864)
- 23 febbraio - Carl von Bassewitz-Levetzow, politico tedesco (n. 1855)
- 24 febbraio - Goyō Hashiguchi, artista giapponese (n. 1880)
- 24 febbraio - Gustav Killian, medico tedesco (n. 1860)
- 24 febbraio - Muhammad Taymur, scrittore egiziano (n. 1892)
- 25 febbraio - Renato Fucini, poeta, scrittore e insegnante italiano (n. 1843)
- 26 febbraio - Carl Menger, economista austriaco (n. 1840)
- 26 febbraio - Adolph Stöhr, filosofo, logico e docente austriaco (n. 1855)
- 27 febbraio - Beatrice Dominguez, ballerina e attrice statunitense (n. 1896)
- 27 febbraio - Spartaco Lavagnini, sindacalista, politico e giornalista italiano (n. 1889)
- 28 febbraio - Giovanni Berta, attivista italiano (n. 1894)
- 28 febbraio - Luigi Corradi, ingegnere italiano (n. 1848)

## Marzo(46)
- 1º marzo - Nicola I del Montenegro, re (n. 1841)
- 2 marzo - Arnaldo Agnelli, politico, avvocato e politologo italiano (n. 1875)
- 2 marzo - Henryk Pachulski, compositore, pianista e docente polacco (n. 1859)
- 3 marzo - George Barlow, calciatore inglese (n. 1885)
- 3 marzo - Pierre Cuypers, architetto olandese (n. 1827)
- 3 marzo - Auguste Mercier, generale e politico francese (n. 1833)
- 6 marzo - Pio Joris, pittore e incisore italiano (n. 1843)
- 6 marzo - Domenico Marinangeli, patriarca cattolico italiano (n. 1831)
- 7 marzo - Max van Berchem, arabista svizzero (n. 1863)
- 7 marzo - François Hennebique, imprenditore francese (n. 1842)
- 7 marzo - Guglielmo Malagola, medico, banchiere e filantropo italiano (n. 1850)
- 7 marzo - Karl Tersztyánszky von Nádás, generale austro-ungarico (n. 1854)
- 8 marzo - Angelo Collini, patriota e notaio italiano (n. 1839)
- 8 marzo - Eduardo Dato Iradier, politico spagnolo (n. 1856)
- 8 marzo - Pietro Piccirilli, critico d'arte italiano (n. 1849)
- 8 marzo - Andrew Watson, calciatore scozzese (n. 1856)
- 11 marzo - Sherburne Wesley Burnham, astronomo statunitense (n. 1838)
- 11 marzo - Sergio de Novales y Sainz de Baranda, agronomo e politico spagnolo (n. 1864)
- 12 marzo - Dušan Makovický, attivista slovacco (n. 1866)
- 14 marzo - Domenico Piccoli, ingegnere, politico e imprenditore italiano (n. 1854)
- 14 marzo - Natal'ja Fëdorovna Vonljarljarskaja, nobildonna russa (n. 1858)
- 15 marzo - Mehmed Talat Pascià, politico turco (n. 1874)
- 15 marzo - Caroline Weldon, artista e attivista svizzera (n. 1844)
- 16 marzo - Olinto De Pretto, agronomo e imprenditore italiano (n. 1857)
- 16 marzo - Ercole Luigi Morselli, scrittore e drammaturgo italiano (n. 1882)
- 17 marzo - Adelbert Brownlow-Cust, III conte Brownlow, ufficiale e politico inglese (n. 1844)
- 17 marzo - Alessandro Casalini, politico italiano (n. 1839)
- 17 marzo - George Howard, attore statunitense (n. 1866)
- 17 marzo - Nikolaj Egorovič Žukovskij, scienziato e matematico russo (n. 1847)
- 18 marzo - Paul Faure, calciatore francese (n. 1893)
- 20 marzo - Segar Bastard, arbitro di calcio, calciatore e crickettista inglese (n. 1854)
- 20 marzo - Ausonio Zubiani, medico italiano (n. 1869)
- 21 marzo - Henry Bolo, presbitero e scrittore francese (n. 1858)
- 21 marzo - Wenzel von Wurm, generale austro-ungarico (n. 1859)
- 23 marzo - Jean-Paul Laurens, pittore e scultore francese (n. 1838)
- 24 marzo - James Gibbons, cardinale e arcivescovo cattolico statunitense (n. 1834)
- 24 marzo - Déodat de Séverac, compositore e organista francese (n. 1872)
- 26 marzo - Friedrich Bohndorff, ornitologo tedesco (n. 1848)
- 26 marzo - Ernst Weinschenk, mineralogista tedesco (n. 1865)
- 27 marzo - Paul Bor, ciclista su strada francese (n. 1877)
- 27 marzo - Mouha ou Hammou Zayani, condottiero berbero
- 28 marzo - Agenor Maria Gołuchowski, politico austriaco (n. 1849)
- 29 marzo - Levi Ankeny, politico statunitense (n. 1844)
- 29 marzo - John Burroughs, poeta e naturalista statunitense (n. 1837)
- 29 marzo - Dante Carnesecchi, anarchico italiano (n. 1892)
- 29 marzo - Cesare Laurenti, ingegnere italiano (n. 1865)

## Aprile(30)
- 3 aprile - Annie Louise Cary, contralto statunitense (n. 1842)
- 5 aprile - Alphons Diepenbrock, compositore olandese (n. 1862)
- 5 aprile - Gino Galeotti, medico e patologo italiano (n. 1867)
- 5 aprile - Agostino da Montefeltro, francescano italiano (n. 1839)
- 6 aprile - Maximilian Berlitz, linguista tedesco (n. 1852)
- 6 aprile - Achille Coen, storico italiano (n. 1844)
- 8 aprile - Pietro Berruti, vescovo cattolico italiano (n. 1840)
- 8 aprile - Oskar Eckenstein, alpinista, scrittore e esploratore inglese (n. 1859)
- 8 aprile - Ernst von Possart, attore, direttore teatrale e regista tedesco (n. 1841)
- 9 aprile - Ernesto Nathan, politico italiano (n. 1845)
- 9 aprile - William Joseph Walsh, arcivescovo cattolico irlandese (n. 1841)
- 11 aprile - Augusta Vittoria di Schleswig-Holstein-Sonderburg-Augustenburg, imperatrice tedesca (n. 1858)
- 13 aprile - Theodor Leutwein, militare e politico tedesco (n. 1849)
- 13 aprile - Robert Allen Rolfe, botanico britannico (n. 1855)
- 14 aprile - Francesco Aguglia, avvocato, magistrato e politico italiano (n. 1852)
- 14 aprile - Elijah Bond, avvocato e inventore statunitense (n. 1847)
- 14 aprile - Arthur Vicars, genealogista inglese (n. 1862)
- 15 aprile - Ahmet Anzavur, militare ottomano (n. 1885)
- 17 aprile - Manwell Dimech, scrittore, giornalista e politico maltese (n. 1860)
- 18 aprile - Reginald Carey Brenton, ammiraglio messicano (n. 1848)
- 21 aprile - Juan Camps Mas, canottiere spagnolo (n. 1883)
- 21 aprile - Ferruccio Ghinaglia, attivista italiano (n. 1899)
- 24 aprile - Warington Baden-Powell, ammiraglio inglese (n. 1847)
- 25 aprile - Frank Bowden, imprenditore inglese (n. 1848)
- 25 aprile - Gigino Gattuso, italiano (n. 1903)
- 26 aprile - Amos Maramotti, attivista italiano (n. 1902)
- 28 aprile - Vito Stassi, sindacalista e politico italiano (n. 1876)
- 29 aprile - Annie Edson Taylor, insegnante statunitense (n. 1838)
- 30 aprile - Willibald Gebhardt, dirigente sportivo, scienziato e chimico tedesco (n. 1861)
- 30 aprile - Kamures Kadın, ottomana (n. 1855)

## Maggio(34)
- 1º maggio - Francesco Ceppatelli, fantino italiano (n. 1859)
- 1º maggio - Ignazio Cerio, medico, archeologo e naturalista italiano (n. 1840)
- 2 maggio - Yosef Haim Brenner, scrittore israeliano (n. 1881)
- 2 maggio - Alexandre Vallaury, architetto ottomano (n. 1850)
- 4 maggio - Max Kalbeck, poeta, scrittore e critico musicale tedesco (n. 1850)
- 5 maggio - Alfred Hermann Fried, giornalista e esperantista austriaco (n. 1864)
- 5 maggio - William Friese-Greene, regista, fotografo e inventore inglese (n. 1855)
- 6 maggio - Jules Sambon, numismatico italiano (n. 1837)
- 7 maggio - Paolo Orengo, militare e politico italiano (n. 1828)
- 8 maggio - Giuseppe Greppi, nobile, ambasciatore e politico italiano (n. 1819)
- 8 maggio - Madeleine Sémer, mistica francese (n. 1874)
- 9 maggio - Francesco Tedesco, politico italiano (n. 1853)
- 11 maggio - Alberto Treves de Bonfili, politico e banchiere italiano (n. 1855)
- 12 maggio - Emilia Pardo Bazán, scrittrice, giornalista e saggista spagnola (n. 1851)
- 12 maggio - Rudolf Stöger-Steiner von Steinstätten, generale austriaco (n. 1861)
- 13 maggio - Jean Aicard, poeta, scrittore e drammaturgo francese (n. 1848)
- 13 maggio - Théodore Pilette, pilota automobilistico belga (n. 1883)
- 13 maggio - Girolamo Rossi Martini, imprenditore e politico italiano (n. 1846)
- 15 maggio - Milenko Vesnić, giurista e politico jugoslavo (n. 1863)
- 15 maggio - Robert Charles Wroughton, naturalista britannico (n. 1849)
- 18 maggio - Francesco Buonamici, giurista e politico italiano (n. 1832)
- 18 maggio - Cirillo Makarios, patriarca cattolico egiziano (n. 1867)
- 19 maggio - Michael Llewelyn Davies, britannico (n. 1900)
- 19 maggio - Edward Douglass White, politico e giurista statunitense (n. 1845)
- 20 maggio - Bernard Coyne, statunitense (n. 1897)
- 20 maggio - Alexander Halprin, scacchista russo (n. 1868)
- 23 maggio - Giuseppe Carelli, pittore italiano (n. 1858)
- 23 maggio - August Nilsson, tiratore di fune e astista svedese (n. 1872)
- 23 maggio - Fernando Primo de Rivera, generale e politico spagnolo (n. 1831)
- 24 maggio - Pasquale Cordopatri, politico italiano (n. 1842)
- 25 maggio - Émile Combes, politico francese (n. 1835)
- 25 maggio - Nathalie Lemel, politica francese (n. 1827)
- 27 maggio - Maria Czaplicka, antropologa polacca (n. 1884)
- 29 maggio - Abbott Handerson Thayer, pittore statunitense (n. 1849)

## Giugno(27)
- 1º giugno - Raffaele Cappelli, politico e diplomatico italiano (n. 1848)
- 2 giugno - Carlo Padiglione, bibliotecario, storico e araldista italiano (n. 1827)
- 3 giugno - Simon Baruch, medico prussiano (n. 1840)
- 3 giugno - Coenraad Hiebendaal, canottiere olandese (n. 1879)
- 4 giugno - Heinrich Ernst Albers-Schönberg, radiologo e insegnante tedesco (n. 1865)
- 4 giugno - Ludwig Knorr, chimico tedesco (n. 1859)
- 5 giugno - Marietta Ambrosi, modella e scrittrice italiana (n. 1852)
- 5 giugno - Georges Feydeau, drammaturgo francese (n. 1862)
- 5 giugno - Alexander Kellas, alpinista e fisiologo scozzese (n. 1868)
- 7 giugno - Hans Christian Mortensen, ornitologo danese (n. 1856)
- 9 giugno - Jennie Jerome, socialite statunitense (n. 1854)
- 13 giugno - José Miguel Gómez, militare e politico cubano (n. 1858)
- 13 giugno - John Robert Blayney Owen, calciatore inglese (n. 1848)
- 15 giugno - William Warde Fowler, storico e ornitologo britannico (n. 1847)
- 16 giugno - Vincenzo Giuseppe De Prisco, politico e archeologo italiano (n. 1855)
- 16 giugno - Enrico Lionne, pittore e disegnatore italiano (n. 1865)
- 18 giugno - Eduardo Acevedo Díaz, scrittore uruguaiano (n. 1851)
- 18 giugno - Anselmo Evangelista Sansoni, vescovo cattolico italiano (n. 1859)
- 19 giugno - Ramón López Velarde, poeta e scrittore messicano (n. 1888)
- 20 giugno - George Loane Tucker, regista, attore e sceneggiatore statunitense (n. 1872)
- 25 giugno - Howard Passadoro, calciatore gallese (n. 1871)
- 26 giugno - Alfred Percy Sinnett, saggista, giornalista e teosofo inglese (n. 1840)
- 28 giugno - Carlo Giuseppe Bonaparte, politico, avvocato e funzionario francese (n. 1851)
- 28 giugno - Marc-Edmond Dominé, militare francese (n. 1848)
- 29 giugno - Rino Daus, politico italiano (n. 1900)
- 29 giugno - Otto Seeck, storico tedesco (n. 1850)
- 30 giugno - Nicola Gambetti, alchimista italiano (n. 1832)

## Luglio(40)
- 1º luglio - Maurice Camille Bailloud, generale francese (n. 1847)
- 1º luglio - Teresina Brambilla, soprano italiano (n. 1845)
- 3 luglio - Stanislao Medolago Albani, politico italiano (n. 1851)
- 3 luglio - James Mitchel, martellista, discobolo e tiratore di fune statunitense (n. 1864)
- 4 luglio - Filippo di Sassonia-Coburgo-Koháry, principe (n. 1844)
- 4 luglio - Antoni Grabowski, ingegnere, scrittore e esperantista polacco (n. 1857)
- 6 luglio - Alexander Bruce, VI Lord Balfour di Burleigh, politico e banchiere scozzese (n. 1849)
- 9 luglio - Marianne Brandt, contralto austriaco (n. 1842)
- 10 luglio - William Craven, IV conte di Craven, nobile e politico inglese (n. 1868)
- 12 luglio - Oswald Schmiedeberg, farmacologo, chimico e farmacista tedesco (n. 1838)
- 12 luglio - Joseph C. J. Wainwright, compositore di scacchi statunitense (n. 1851)
- 13 luglio - Emily Davies, attivista e educatrice britannica (n. 1830)
- 13 luglio - Gabriel Lippmann, fisico francese (n. 1845)
- 13 luglio - Emil Pfeiffer, medico tedesco (n. 1846)
- 15 luglio - Alphonsus de Guimaraens, poeta brasiliano (n. 1870)
- 16 luglio - Giovanni Arcangeli, botanico italiano (n. 1840)
- 16 luglio - Charles Dawson, giocatore di snooker inglese (n. 1866)
- 16 luglio - Louis de Maud'huy, generale francese (n. 1857)
- 17 luglio - Camillo Corsi, politico italiano (n. 1860)
- 17 luglio - Séverin-Mars, attore francese (n. 1873)
- 18 luglio - Behbud xan Cavanşir, politico e diplomatico azero (n. 1878)
- 19 luglio - Vladislav Napoleonovič Klembovskij, militare russo (n. 1860)
- 20 luglio - Bernardino Feliciangeli, storico italiano (n. 1862)
- 20 luglio - Henny Hoobin, giocatore di lacrosse canadese (n. 1879)
- 21 luglio - Margherita Bevignani, soprano italiano
- 21 luglio - Fiammetta Wilson, astronoma e musicista inglese (n. 1864)
- 22 luglio - Edward Theodore Compton, alpinista, pittore e artista tedesco (n. 1849)
- 22 luglio - Manuel Fernández Silvestre y Pantiga, generale spagnolo (n. 1871)
- 23 luglio - Sigismondo De Bosniaski, medico polacco (n. 1837)
- 24 luglio - Cyrus Scofield, teologo, saggista e pastore protestante statunitense (n. 1843)
- 24 luglio - Fëdor Andreevič Sergeev, rivoluzionario e politico russo (n. 1883)
- 25 luglio - Domenico Pogliani, presbitero italiano (n. 1838)
- 26 luglio - Hermann Eichhorst, patologo e medico svizzero (n. 1849)
- 28 luglio - Leo Stein, librettista e drammaturgo austriaco (n. 1861)
- 29 luglio - Félix Arenas Gaspar, ufficiale spagnolo (n. 1891)
- 29 luglio - Adolfo Rossi, giornalista, scrittore e diplomatico italiano (n. 1857)
- 30 luglio - Francesco Lombardo, militare e criminale italiano (n. 1896)
- 31 luglio - Charles Barney Cory, ornitologo e golfista statunitense (n. 1857)
- 31 luglio - Edmond Perrier, zoologo francese (n. 1844)
- 31 luglio - Edgar Saltus, scrittore statunitense (n. 1855)

## Agosto(49)
- 1º agosto - Edwin Luntley, calciatore inglese (n. 1857)
- 1º agosto - Thomas Mitchell, allenatore di calcio scozzese (n. 1843)
- 2 agosto - Jean Agélou, fotografo francese (n. 1878)
- 2 agosto - Enrico Caruso, tenore italiano (n. 1873)
- 4 agosto - Pietro Alibrandi, ingegnere italiano (n. 1859)
- 4 agosto - Ida del Liechtenstein, principessa austriaca (n. 1839)
- 4 agosto - Filippo Nani Mocenigo, politico e storico italiano (n. 1847)
- 4 agosto - Thomas Stangl, filologo classico e docente tedesco (n. 1854)
- 5 agosto - Dīmītrios Rallīs, politico greco (n. 1844)
- 6 agosto - Alfonso Cassini, attore italiano (n. 1858)
- 6 agosto - Fouad Jumblatt, politico libanese
- 6 agosto - Fernando Primo de Rivera y Orbaneja, ufficiale e militare spagnolo (n. 1879)
- 7 agosto - Aleksandr Aleksandrovič Blok, poeta e drammaturgo russo (n. 1880)
- 7 agosto - Placida von Eichendorff, badessa e religiosa tedesca (n. 1860)
- 8 agosto - Juhani Aho, scrittore e giornalista finlandese (n. 1861)
- 8 agosto - Maria Margherita Caiani, religiosa italiana (n. 1863)
- 11 agosto - Alberto Acquacalda, militare e attivista italiano (n. 1898)
- 11 agosto - Emil Knoevenagel, chimico tedesco (n. 1865)
- 11 agosto - Ferruccio Marzari, militare e aviatore italiano (n. 1894)
- 12 agosto - Pëtr Boborykin, scrittore, drammaturgo e giornalista russo (n. 1836)
- 12 agosto - Rosalind Howard, nobildonna e attivista inglese (n. 1845)
- 13 agosto - Piero Lucca, ingegnere e politico italiano (n. 1850)
- 14 agosto - Felice Borda, arbitro di calcio italiano (n. 1889)
- 14 agosto - Harriet Elizabeth Prescott Spofford, scrittrice statunitense (n. 1835)
- 14 agosto - Georg von Schönerer, politico austriaco (n. 1842)
- 15 agosto - Alfredo Caselli, mecenate italiano (n. 1865)
- 15 agosto - Tomás Morales Castellano, poeta spagnolo (n. 1884)
- 16 agosto - Pietro I di Serbia, re serbo (n. 1844)
- 16 agosto - Maria Martinetti, pittrice italiana (n. 1864)
- 17 agosto - David Henderson, generale scozzese (n. 1862)
- 19 agosto - Georges Darien, scrittore francese (n. 1862)
- 19 agosto - Gregorio Sebastio, medico e naturalista italiano (n. 1878)
- 20 agosto - Samuel Ball Platner, archeologo statunitense (n. 1863)
- 23 agosto - Luigi Bologna, aviatore e militare italiano (n. 1888)
- 24 agosto - Antonino Borzì, botanico e micologo italiano (n. 1852)
- 24 agosto - Giorgio Gusmini, cardinale e arcivescovo cattolico italiano (n. 1855)
- 25 agosto - Tommaso Cannizzaro, poeta, critico letterario e traduttore italiano (n. 1838)
- 25 agosto - Luigi Durand de la Penne, generale e politico italiano (n. 1838)
- 25 agosto - Peter Cooper Hewitt, inventore statunitense (n. 1861)
- 26 agosto - Matthias Erzberger, politico, diplomatico e saggista tedesco (n. 1875)
- 26 agosto - Nikolaj Stepanovič Gumilëv, poeta, critico letterario e militare russo (n. 1886)
- 26 agosto - Ludwig Thoma, scrittore, pubblicista e editore tedesco (n. 1867)
- 26 agosto - Sándor Wekerle, politico ungherese (n. 1848)
- 27 agosto - Carlo Panizzardi, prefetto e politico italiano (n. 1850)
- 29 agosto - Joel Asaph Allen, zoologo e ornitologo statunitense (n. 1838)
- 30 agosto - Giovanni Amici, avvocato e politico italiano (n. 1860)
- 31 agosto - Karl von Bülow, generale tedesco (n. 1846)
- 31 agosto - Valentino Coda, politico, avvocato e giornalista italiano (n. 1881)
- 31 agosto - Arthur James Herbert, diplomatico inglese (n. 1855)

## Settembre(50)
- 2 settembre - Napoleone Colajanni, politico e saggista italiano (n. 1847)
- 2 settembre - Henry Austin Dobson, poeta britannico (n. 1840)
- 2 settembre - Ernest Dupré, psichiatra e psicologo francese (n. 1862)
- 2 settembre - William Maynard, calciatore inglese (n. 1853)
- 3 settembre - Jacob Katzenstein, medico tedesco (n. 1864)
- 3 settembre - Mario Pratesi, scrittore italiano (n. 1842)
- 3 settembre - Lorenz Ritter, pittore e incisore tedesco (n. 1832)
- 3 settembre - Giuseppe Vadalà Papale, giurista italiano (n. 1854)
- 5 settembre - Alfonso Del Re, matematico italiano (n. 1859)
- 6 settembre - Malcolm MacDonald, tennista statunitense (n. 1865)
- 6 settembre - Dardo Rocha, politico, militare e giornalista argentino (n. 1838)
- 6 settembre - Vincenzo Valente, compositore e paroliere italiano (n. 1855)
- 6 settembre - Henry Woodward, geologo e paleontologo britannico (n. 1832)
- 6 settembre - José Benjamín Zubiaur, educatore e dirigente sportivo argentino (n. 1856)
- 7 settembre - Eugenia Picco, religiosa e mistica italiana (n. 1867)
- 8 settembre - Charles Émile François-Franck, fisiologo e patologo francese (n. 1849)
- 8 settembre - Jan Janský, neurologo e psichiatra ceco (n. 1873)
- 9 settembre - Giacomo Costamagna, presbitero, missionario e vescovo italiano (n. 1846)
- 9 settembre - Virginia Rappe, modella e attrice statunitense (n. 1891)
- 10 settembre - Silviano Carrillo Cárdenas, vescovo cattolico messicano (n. 1861)
- 10 settembre - John Tengo Jabavu, attivista e editore sudafricano (n. 1859)
- 11 settembre - Olaf Iversen, calciatore norvegese (n. 1894)
- 11 settembre - Albert E. Rice, politico statunitense (n. 1845)
- 12 settembre - Ferdinand Julian Egeberg, militare norvegese (n. 1842)
- 13 settembre - Alfred Grandidier, naturalista e esploratore francese (n. 1836)
- 15 settembre - Franziska Gad, fotografa e regista danese (n. 1873)
- 15 settembre - Nino Martoglio, regista, sceneggiatore e scrittore italiano (n. 1870)
- 15 settembre - Roman von Ungern-Sternberg, generale russo (n. 1886)
- 17 settembre - Felice Bisleri, patriota, chimico e imprenditore italiano (n. 1851)
- 17 settembre - Van Dyke Brooke, regista cinematografico, attore e sceneggiatore statunitense (n. 1859)
- 17 settembre - Giovanni Capranesi, pittore e disegnatore italiano (n. 1852)
- 17 settembre - Philipp zu Eulenburg, diplomatico tedesco (n. 1847)
- 19 settembre - Rodolfo Gavinelli, calciatore e allenatore di calcio italiano (n. 1891)
- 19 settembre - Augusto Sindici, militare, patriota e poeta italiano (n. 1839)
- 20 settembre - Giovanni Trussardi Volpi, pittore italiano (n. 1875)
- 20 settembre - Ghino Valenti, economista italiano (n. 1852)
- 21 settembre - Ernest Cassel, banchiere tedesco (n. 1852)
- 21 settembre - Lev Černyj, politico, poeta e giornalista russo
- 21 settembre - Karl Eugen Dühring, economista e filosofo tedesco (n. 1833)
- 21 settembre - George Foottit, circense britannico (n. 1864)
- 22 settembre - Auguste-René-Marie Dubourg, cardinale e arcivescovo cattolico francese (n. 1842)
- 22 settembre - Ivan Vazov, poeta e romanziere bulgaro (n. 1850)
- 26 settembre - Giuseppe Di Vagno, politico italiano (n. 1889)
- 27 settembre - Engelbert Humperdinck, compositore tedesco (n. 1854)
- 28 settembre - Ludwig Forrer, politico svizzero (n. 1845)
- 28 settembre - Oskar Panizza, medico, scrittore e pubblicista tedesco (n. 1853)
- 28 settembre - Pauline von Metternich, nobildonna e socialite austriaca (n. 1836)
- 29 settembre - Clemente Origo, pittore, scultore e illustratore italiano (n. 1855)
- 29 settembre - John Thomson, fotografo, geografo e viaggiatore britannico (n. 1837)
- 30 settembre - James Hart Mitchell, aviatore inglese (n. 1899)

## Ottobre(43)
- 1º ottobre - Julius von Hann, meteorologo austriaco (n. 1839)
- 2 ottobre - David Bispham, baritono statunitense (n. 1857)
- 2 ottobre - Guglielmo II di Württemberg, re (n. 1848)
- 5 ottobre - Georg Treu, archeologo russo (n. 1843)
- 6 ottobre - Henri Delassus, presbitero, scrittore e teologo francese (n. 1836)
- 9 ottobre - Cesare Aroldi, giornalista e politico italiano (n. 1848)
- 9 ottobre - Dmitrij Nikolaevič Ovsjaniko-Kulikovskij, linguista e critico letterario russo (n. 1853)
- 10 ottobre - Otto von Gierke, giurista tedesco (n. 1841)
- 10 ottobre - Louis Mesnier, calciatore francese (n. 1884)
- 10 ottobre - Lipót Schulhof, astronomo ungherese (n. 1847)
- 11 ottobre - Đorđe Simić, politico e diplomatico serbo (n. 1843)
- 12 ottobre - Fernand Courty, astronomo francese (n. 1862)
- 12 ottobre - Philander Chase Knox, politico e avvocato statunitense (n. 1853)
- 13 ottobre - Max Bewer, scrittore e poeta tedesco (n. 1861)
- 13 ottobre - Enrico Bignami, giornalista e politico italiano (n. 1844)
- 13 ottobre - Robert Bonnet, anatomista tedesco (n. 1851)
- 15 ottobre - Enrico Astorri, scultore italiano (n. 1859)
- 17 ottobre - Edward John Bevan, chimico inglese (n. 1856)
- 17 ottobre - Katherine Griffith, attrice statunitense (n. 1876)
- 17 ottobre - Étienne Jourde, calciatore francese (n. 1890)
- 17 ottobre - Julius Kronberg, pittore svedese (n. 1850)
- 17 ottobre - Yaa Asantewaa, regina ghanese (n. 1840)
- 18 ottobre - August Gaul, scultore tedesco (n. 1869)
- 18 ottobre - Ludovico III di Baviera, re (n. 1845)
- 19 ottobre - António Granjo, politico portoghese (n. 1881)
- 22 ottobre - Sor Capanna, cantastorie italiano (n. 1865)
- 22 ottobre - Linda Malnati, sindacalista e attivista italiana (n. 1855)
- 22 ottobre - Giovanni Battista Marenco, arcivescovo cattolico italiano (n. 1853)
- 23 ottobre - Natalie Curtis, etnomusicologa statunitense (n. 1875)
- 23 ottobre - John Boyd Dunlop, inventore e chirurgo britannico (n. 1840)
- 24 ottobre - Alexander Kidd, tiratore di fune britannico
- 24 ottobre - George Somerset, III barone Raglan, politico inglese (n. 1857)
- 25 ottobre - B. Reeves Eason Jr., attore statunitense (n. 1914)
- 25 ottobre - Bat Masterson, poliziotto, pistolero e giornalista statunitense (n. 1853)
- 26 ottobre - Gustave Léon Niox, generale francese (n. 1840)
- 27 ottobre - Yan Fu, traduttore cinese (n. 1854)
- 28 ottobre - Ahmad Reza Khan Barelvi, religioso e mistico indiano (n. 1856)
- 28 ottobre - William Speirs Bruce, esploratore britannico (n. 1867)
- 29 ottobre - Paolo Albera, presbitero e educatore italiano (n. 1845)
- 29 ottobre - Wilhelm Heinrich Erb, neurologo tedesco (n. 1840)
- 31 ottobre - Albert Adamkiewicz, anatomista e patologo polacco (n. 1850)
- 31 ottobre - Ferdinand Chalandon, storico e numismatico francese (n. 1875)
- 31 ottobre - Kiriak Konstantinovič Kostandi, pittore ucraino (n. 1852)

## Novembre(45)
- 1º novembre - Francisco Pradilla, pittore spagnolo (n. 1848)
- 1º novembre - Adam Zakrzewski, scienziato e esperantista polacco (n. 1856)
- 2 novembre - Andreas Heusler, giurista svizzero (n. 1834)
- 2 novembre - Settimio Piacentini, generale italiano (n. 1859)
- 3 novembre - Aristide Staderini, imprenditore e inventore italiano (n. 1845)
- 4 novembre - Hara Takashi, politico giapponese (n. 1856)
- 4 novembre - Oscar Montelius, archeologo svedese (n. 1843)
- 4 novembre - Arnaldo de Mohr, editore e scrittore italiano (n. 1874)
- 5 novembre - Antoinette Brown Blackwell, religiosa e predicatrice statunitense (n. 1825)
- 7 novembre - Pelham von Donop, calciatore inglese (n. 1851)
- 8 novembre - Enrico Cruciani Alibrandi, ingegnere e politico italiano (n. 1839)
- 8 novembre - Pavol Országh Hviezdoslav, drammaturgo, traduttore e poeta slovacco (n. 1849)
- 8 novembre - Carlo I di Löwenstein-Wertheim-Rosenberg, nobile tedesco (n. 1834)
- 8 novembre - Antonio Roiti, fisico italiano (n. 1843)
- 9 novembre - Gyula Breyer, scacchista ungherese (n. 1893)
- 9 novembre - Carlo Ceppi, ingegnere, architetto e urbanista italiano (n. 1829)
- 9 novembre - José Villegas Cordero, pittore spagnolo (n. 1844)
- 11 novembre - Léon Moreaux, tiratore a segno francese (n. 1852)
- 11 novembre - Enrico Matteo Zuzzi, patriota, medico e letterato italiano (n. 1838)
- 12 novembre - Basilio Cittadini, giornalista italiano (n. 1843)
- 12 novembre - Fernand Khnopff, pittore belga (n. 1858)
- 13 novembre - Ignaz Goldziher, linguista e filologo ungherese (n. 1850)
- 14 novembre - Isabella del Brasile, principessa brasiliana (n. 1846)
- 15 novembre - James H. Johnson, pattinatore artistico su ghiaccio britannico (n. 1874)
- 15 novembre - Pietro Alfonso Jorio, arcivescovo cattolico italiano (n. 1841)
- 16 novembre - Camillo Filippo Cabutti, pittore italiano (n. 1860)
- 16 novembre - Giuseppe De Lorenzi, ammiraglio italiano (n. 1868)
- 16 novembre - Isidor Kaufmann, pittore ungherese (n. 1853)
- 17 novembre - Ottone Brentari, geografo, storico e giornalista italiano (n. 1852)
- 18 novembre - Micha Josef Berdyczewski, scrittore e giornalista ucraino (n. 1865)
- 18 novembre - Otto Effertz, economista tedesco (n. 1856)
- 18 novembre - Aleksandr Vasil'evič Galickij, compositore di scacchi russo (n. 1863)
- 18 novembre - Con Leahy, altista e triplista britannico (n. 1880)
- 19 novembre - Alfred von Böckmann, generale tedesco (n. 1859)
- 19 novembre - Ramón Zubieta y Les, missionario e vescovo cattolico spagnolo (n. 1864)
- 20 novembre - Marco Magistretti, presbitero e storico italiano (n. 1862)
- 20 novembre - Christina Nilsson, soprano svedese (n. 1843)
- 23 novembre - Edmondo Behles, fotografo tedesco (n. 1841)
- 23 novembre - Émile Boutroux, filosofo francese (n. 1845)
- 23 novembre - Giacomo De Martino, politico italiano (n. 1849)
- 28 novembre - 'Abdu'l-Bahá, persiano (n. 1844)
- 29 novembre - Giorgio Sonnino, politico italiano (n. 1844)
- 30 novembre - Madeleine Brès, medico francese (n. 1842)
- 30 novembre - Fred Bullock, calciatore inglese (n. 1886)
- 30 novembre - Hermann Schwarz, matematico tedesco (n. 1843)

## Dicembre(47)
- 4 dicembre - Michael Felix Korum, vescovo cattolico tedesco (n. 1840)
- 5 dicembre - David Carnegie, X conte di Northesk, nobile scozzese (n. 1865)
- 5 dicembre - Filippo Grimani, politico italiano (n. 1850)
- 5 dicembre - Said Halim Pascià, politico ottomano (n. 1865)
- 6 dicembre - Félix Arnaudin, poeta, fotografo e etnografo francese (n. 1844)
- 6 dicembre - Lee Carleton, golfista statunitense (n. 1862)
- 7 dicembre - Žemaitė, scrittrice lituana (n. 1845)
- 8 dicembre - Giacomo Campi, pittore italiano (n. 1846)
- 8 dicembre - Errico De Renzi, patologo e politico italiano (n. 1839)
- 9 dicembre - Arthur Pearson, giornalista e editore britannico (n. 1866)
- 10 dicembre - George Ashlin, architetto irlandese (n. 1837)
- 11 dicembre - Attilio Boldori, politico italiano (n. 1883)
- 11 dicembre - Viktor Jacobi, compositore ungherese (n. 1883)
- 11 dicembre - Robert de Montesquiou, poeta e scrittore francese (n. 1855)
- 12 dicembre - Henrietta Swan Leavitt, astronoma statunitense (n. 1868)
- 12 dicembre - Frances Macdonald, pittrice britannica (n. 1873)
- 13 dicembre - Maria Maddalena Starace, religiosa italiana (n. 1845)
- 13 dicembre - Max Noether, matematico tedesco (n. 1844)
- 14 dicembre - Luigi Fecia di Cossato, generale e politico italiano (n. 1841)
- 15 dicembre - John Nixon, generale britannico (n. 1857)
- 16 dicembre - Camille Saint-Saëns, compositore, pianista e organista francese (n. 1835)
- 17 dicembre - Clemens von Delbrück, politico tedesco (n. 1856)
- 17 dicembre - Richard Ehrenberg, economista tedesco (n. 1857)
- 17 dicembre - Jules Trinité, tiratore a segno francese (n. 1856)
- 17 dicembre - Gabriela Zapolska, scrittrice, naturalista e attrice polacca (n. 1857)
- 18 dicembre - Pasquale Morganti, arcivescovo cattolico e politico italiano (n. 1852)
- 19 dicembre - Oreste Da Molin, pittore italiano (n. 1856)
- 19 dicembre - Ella Harper, circense statunitense (n. 1870)
- 19 dicembre - Fëdor Andreevič Matisen, navigatore, esploratore e cartografo russo (n. 1872)
- 20 dicembre - Hans von Beseler, generale tedesco (n. 1850)
- 20 dicembre - Julius Richard Petri, microbiologo tedesco (n. 1852)
- 21 dicembre - Pinckney Benton Stewart Pinchback, politico statunitense (n. 1837)
- 21 dicembre - François-Marie-Anatole de Rovérié de Cabrières, cardinale e vescovo cattolico francese (n. 1830)
- 23 dicembre - Sam McVey, pugile statunitense (n. 1884)
- 23 dicembre - Friedrich von Thiersch, architetto e pittore tedesco (n. 1852)
- 24 dicembre - Hayward Mack, attore statunitense (n. 1882)
- 24 dicembre - Teresa Wilms Montt, scrittrice e poetessa cilena (n. 1893)
- 25 dicembre - Girolamo Giusso, politico italiano (n. 1843)
- 25 dicembre - Hans Huber, compositore svizzero (n. 1852)
- 25 dicembre - Vladimir Galaktionovič Korolenko, scrittore russo (n. 1853)
- 26 dicembre - Ottone Bacaredda, giurista, scrittore e politico italiano (n. 1849)
- 26 dicembre - Miguel Faílde, musicista cubano (n. 1852)
- 26 dicembre - Giuseppe Lais, presbitero e astronomo italiano (n. 1845)
- 28 dicembre - John Hare, attore e direttore teatrale inglese (n. 1844)
- 29 dicembre - Giovanni Ameglio, generale italiano (n. 1854)
- 29 dicembre - Hermann Paul, linguista e filologo tedesco (n. 1846)
- 29 dicembre - Franz Gustav von Wandel, generale tedesco (n. 1858)

## Senza giorno specificato(39)
- Robert Rowand Anderson, architetto scozzese (n. 1834)
- Effie Bancroft, attrice, direttrice teatrale e scrittrice britannica (n. 1839)
- Leopoldo Barboni, saggista e romanziere italiano (n. 1848)
- Fanja Baron, anarchica russa
- Bibi Khanoum Astarabadi, scrittrice e educatrice (n. 1858)
- Nikolaj Kornilievič Bodarevskij, pittore e insegnante russo (n. 1850)
- Umberto Bozzini, avvocato, poeta e drammaturgo italiano (n. 1876)
- Amédée de Caix de Saint-Aymour, linguista, archeologo e storico francese (n. 1843)
- Andrea Capparelli, fisiologo italiano (n. 1854)
- Luigi Capponi, ornitologo e nobile italiano (n. 1834)
- Ilario Carposio, fotografo italiano (n. 1852)
- Jean Cau, canottiere francese (n. 1875)
- Primo Cuttica, attore italiano (n. 1876)
- Johannes Gehrts, illustratore tedesco (n. 1855)
- Isidor Ėmmanuilovič Gukovskij, rivoluzionario e politico russo (n. 1871)
- Charles Gérardin, politico francese (n. 1843)
- Francis Hagerup, politico norvegese (n. 1853)
- Georg Hans Emmo Wolfgang Hieronymus, botanico tedesco (n. 1846)
- Georges Louis Humbert, generale francese (n. 1862)
- James Huneker, musicologo, critico teatrale e critico d'arte statunitense (n. 1857)
- Henry Hyndman, politico britannico (n. 1842)
- Antonio Giovanni Lanzirotti, scultore italiano (n. 1830)
- Paul Hyacinthe Loyson, scrittore e drammaturgo francese (n. 1873)
- Henry Markó, pittore italiano (n. 1855)
- Luigi Mele, attore e regista italiano
- Efisio Vincenzo Melis, drammaturgo italiano (n. 1889)
- Ludwig Mitteis, giurista austriaco (n. 1859)
- Alfred Gabriel Nathorst, esploratore, biologo e geologo svedese (n. 1850)
- Angelo Orsoni, imprenditore italiano
- Pietro Pasquali, pedagogista italiano (n. 1847)
- Agatino Perrotta, poeta e scrittore italiano (n. 1845)
- Joseph Reinach, politico francese (n. 1856)
- Luigi Rolland, architetto italiano (n. 1852)
- Luigi Secchi, scultore italiano (n. 1853)
- Christian Friedrich Seybold, orientalista tedesco (n. 1859)
- Guido Stache, geologo e paleontologo austriaco (n. 1833)
- Nicolò Tinebra Martorana, storico italiano
- Giuseppe Vitali, militare e inventore italiano (n. 1845)
- Therese Vogl, soprano tedesco (n. 1845)